# L'esecuzione del maresciallo Ney
L'esecuzione del maresciallo Ney (L'exécution du maréchal Ney) è un dipinto a olio su tela realizzato dall'artista francese Jean-Léon Gérôme nel 1868. Questa tela raffigura gli attimi immediatamente successivi alla morte del maresciallo francese Michel Ney, avvenuta il 7 dicembre 1815. L'opera è conservata nella Graves Gallery di Sheffield, in Inghilterra.

## Storia

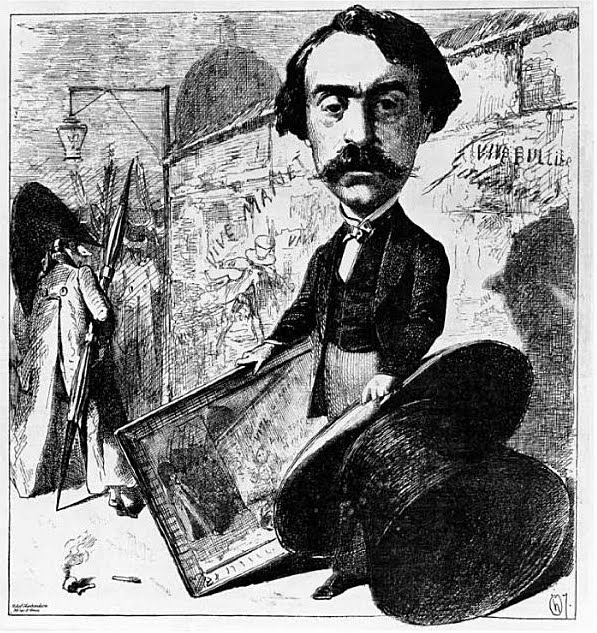
La caricatura realizzata da Henri Oulevay che si riferisce alla controversia causata dal dipinto.

Il dipinto venne presentato al Salon di Parigi del 1868. Anche se erano passati poco più di cinquant'anni dalla morte del maresciallo Ney, la raffigurazione della sua esecuzione causò alcune controversie, a tal punto che i discendenti di Ney chiesero la rimozione dell'opera. Gérôme, alla fine, decise di non rimuovere la propria opera dal Salon.
Le reazioni dei critici furono varie, anche se molti critici d'arte del Salon si schierarono contro Gérôme. Molti accusarono l'artista di fare uso di tecniche letterarie, di commercializzare l'arte e portare le questioni politiche nell'arte. Théophile Gautier si schierò a favore di Gérôme e scrisse una recensione positiva che evidenziava i dettagli dell'opera e la rappresentazione della morte di Ney secondo l'artista.
Henri Oulevay realizzò una caricatura nella quale Gérôme viene raffigurato di fronte al muro mentre al posto del plotone d'esecuzione sono presenti dei critici d'arte che si allontanano (e che tengono in mano delle penne e delle penne d'oca al posto dei fucili). Sul muro è presente la scritta "Vive Manet" ("viva Manet"), poiché Édouard Manet in precedenza aveva realizzato una serie di dipinti intitolata L'esecuzione dell'imperatore Massimiliano, che raffigurava la morte per esecuzione dell'imperatore Massimiliano I del Messico, avvenuta nel 1867.
Il quadro è di proprietà del Sheffield Galleries and Museums Trust dal 1931.

## Descrizione
Il dipinto raffigura il cadavere del maresciallo Michel Ney negli istanti successivi alla sua morte e il plotone di fucilieri che si allontana dal luogo dell'esecuzione. Dietro il cadavere di Ney è presente un muro con delle scritte: una recita "vive l'empereur" ("viva l'imperatore" in francese) ed è sbarrata; un'altra recita "vive" ed è seguita dai fori causati dai proiettili dei fucilieri. Secondo Gérôme questo è un riferimento al cambio di alleanza avvenuto nel 1814, dopo la prima abdicazione di Napoleone Bonaparte: infatti, dopo l'esilio di Napoleone nell'isola d'Elba, Michel Ney si alleò con la monarchia dei Borboni per poi ritornare nelle file di Bonaparte durante i "cento giorni", salvo poi essere accusato di tradimento e condannato a morte dopo la restaurazione della monarchia, nel 1815.
Sullo sfondo si notano degli alberi e l'osservatorio di Parigi, in quanto Michel Ney venne giustiziato nella Avenue de l'Observatoire (via dell'Osservatorio).
L'anno precedente, Jean-Léon Gérôme aveva esposto al Salon il dipinto La morte di Cesare, molto simile per certi aspetti all'Esecuzione del maresciallo Ney: in entrambe le tele i cadaveri degli assassinati giacciono in primo piano mentre gli assassini si allontanano e rivolgono le spalle allo spettatore. Inoltre, in questi due dipinti non viene raffigurato l'esatto momento dell'uccisione (come invece avviene nel dipinto di Manet), bensì le sue conseguenze.